# Michael Sporn
Michael Sporn est un réalisateur, producteur de cinéma et scénariste américain, né le 23 avril 1946 à New York aux États-Unis et mort le 19 janvier 2014 .

## Filmographie

### comme réalisateur
- 1984 : Doctor DeSoto
- 1987 : Lyle, Lyle Crocodile: The Musical: The House on East 88th Street
- 1987 : Santabear's High Flying Adventure (TV)
- 1988 : Abel's Island (vidéo)
- 1989 : The Story of the Dancing Frog
- 1989 : The Hunting of the Snark
- 1989 : Baby's Storytime (vidéo)
- 1990 : The Red Shoes (vidéo)
- 1990 : The Marzipan Pig (vidéo)
- 1990 : Earthday Birthday
- 1991 : Mike Mulligan and His Steamshovel
- 1991 : The Little Match Girl (vidéo)
- 1992 : The Talking Eggs
- 1992 : The Poky Little Puppy's First Christmas
- 1992 : Nonesense and Lullabyes: Poems (vidéo)
- 1992 : Nightingale
- 1992 : Monty
- 1992 : Jazztime Tale
- 1992 : A Child's Garden of Verses
- 1992 : Nonesense and Lullabyes: Nursery Rhymes (vidéo)
- 1993 : Ira Sleeps Over
- 1993 : The Emperor's New Clothes
- 1993 : The Country Mouse & the City Mouse: A Christmas Tale (TV)
- 1994 : Whitewash (TV)
- 1995 : The Land of the Four Winds (vidéo)
- 1997 : White Fang (vidéo)
- 1997 : The Ten Commandments (jeu vidéo) (vidéo)
- 1997 : Champagne
- 2001 : Leo the Late Bloomer
- 2002 : The Night Before Christmas: A Mouse Tale (TV)
- 2002 : I, Crocodile
- 2002 : Mona Mon Amour
- 2005 : The Man Who Walked Between the Towers

### comme producteur
- 1984 : Doctor DeSoto
- 1987 : Lyle, Lyle Crocodile: The Musical: The House on East 88th Street
- 1987 : Santabear's High Flying Adventure (TV)
- 1988 : Abel's Island (vidéo)
- 1989 : The Story of the Dancing Frog
- 1989 : The Hunting of the Snark
- 1990 : The Red Shoes (vidéo)
- 1990 : The Marzipan Pig (vidéo)
- 1990 : Earthday Birthday
- 1991 : Mike Mulligan and His Steamshovel
- 1991 : The Little Match Girl (vidéo)
- 1992 : The Talking Eggs
- 1992 : The Poky Little Puppy's First Christmas
- 1992 : Nonesense and Lullabyes: Poems (vidéo)
- 1992 : Nightingale
- 1992 : Monty
- 1992 : Jazztime Tale
- 1992 : A Child's Garden of Verses
- 1992 : Nonesense and Lullabyes: Nursery Rhymes (vidéo)
- 1993 : Ira Sleeps Over
- 1993 : The Emperor's New Clothes
- 1993 : The Country Mouse & the City Mouse: A Christmas Tale (TV)
- 1994 : Whitewash (TV)
- 1995 : The Land of the Four Winds (vidéo)
- 1997 : White Fang (vidéo)
- 1997 : The Ten Commandments (jeu vidéo) (vidéo)
- 1997 : Champagne
- 2002 : Mona Mon Amour
- 2005 : The Man Who Walked Between the Towers

### comme scénariste
- 1988 : Abel's Island (vidéo)
- 1993 : Ira Sleeps Over
- 1997 : Champagne